# Kirshenbaum
Kirshenbaum è un sistema di rappresentazione dell'alfabeto fonetico internazionale (IPA) in ASCII, creato per Usenet e in particolare per i newsgroup sci.lang e alt.usage.english. Il suo nome è un omaggio a Evan Kirshenbaum.
Allo stesso modo del SAMPA, esso usa le lettere minuscole per rappresentare i caratteri IPA che vi corrispondono direttamente. La rappresentazione degli altri caratteri, invece, è spesso differente.

## Rappresentazione Kirshenbaum delle consonanti e delle vocali

### Consonanti
| Consonanti (i simboli doppi sono: a sinistra la consonante sorda e a destra la consonante sonora) |           |              |         |           |             |                 |          |        |         |               |           |            |                    |
|                                                                                                   | Bilabiali | Labiodentali | Dentali | Alveolari | Retroflesse | Alveolopalatali | Palatali | Velari | Uvulari | Labiovelari   | Faringali | Glottidali | Alveolari laterali |
| Nasali                                                                                            | m         | M            | n[      | n         | n.          |                 | n^       | N      | n"      | n<lbv>        |           |            |                    |
| Occlusive                                                                                         | p b       |              | t[ d[   | t d       | t. d.       |                 | c J      | k g    | q G     | t<lbv> d<lbv> |           | ?          |                    |
| Fricative                                                                                         | P B       | f v          | T D     | s z       | s. z.       | S Z             | C C<vcd> | x Q    | X g"    | w<vls> w      | H H<vcd>  | h<?>       | s<lat> z<lat>      |
| Approssimanti                                                                                     |           | r<lbd>       | r[      | r         | r.          |                 | j        | j<vel> | g"      | w             |           | h          |                    |
| Laterali                                                                                          |           |              | l[      | l         | l.          |                 | l^       | L      |         |               |           |            |                    |
| Vibranti                                                                                          | b<trl>    |              |         | r<trl>    |             |                 |          |        | r"      |               |           |            |                    |
| Monovibranti                                                                                      |           |              |         | *         | *.          |                 |          |        |         |               |           |            | *<lat>             |
| Eiettive                                                                                          | p`        |              | t[`     | t`        |             |                 | c`       | k`     | q`      |               |           |            |                    |
| Implosive                                                                                         | b`        |              | d`      | d`        |             |                 | J`       | g`     | G`      |               |           |            |                    |
| Clic                                                                                              | p!        |              | t!      | c!        |             |                 | c!       | k!     |         |               |           |            | l!                 |

#### Diacritici
I diacritici seguono le consonanti che devono modificare.
| Simbolo | Significato                       |
| ------- | --------------------------------- |
| !       | Clic                              |
| "       | Uvulare                           |
| -       | Sillabico                         |
| .       | Retroflessa                       |
| ;       | Palatalizzata                     |
| [       | Dentale                           |
| ^       | Palatale                          |
| `       | Sonora: Implosiva Sorda: Eiettiva |
| ~       | Velarizzate                       |
| <?>     | Mormorata                         |
| <H>     | Faringalizzata                    |
| <h>     | Aspirata                          |
| <j>     | Palatalizzata                     |
| <o>     | Non esplosiva                     |
| <r>     | Rotacizzata                       |
| <w>     | Labializzata                      |

### Vocali
| Vocali (i simboli doppi sono: a sinistra la vocale non-labializzata e a destra quella labializzata; i simboli tra parentesi non sono presenti nell'IPA) |           |           |                  |         |
| | Anteriori | Centrali  | Posteriori       | Rotiche |
| Alte | i y       | i" u"     | u- u             |         |
| Alte inferiori | I I.      |           | (U-) U           |         |
| Medio-alte | e Y       | @<umd> @. | o- o             | R<umd>  |
| Medio-basse |           | @         |                  | R       |
| Medie inferiori | E W       | V" O"     | V O              |         |
| Basse superiori | &         | &"        | (nessun simbolo) |         |
| Basse | a a.      | (a" A".)  | A A.             |         |

#### Diacritici
I diacritici seguono le vocali che devono modificare.
| Diacritico | Significato      |
| ---------- | ---------------- |
| ~          | Nasalizzata      |
| :          | Allungata        |
| -          | Non labializzata |
| .          | Labializzata     |
| "          | Centralizzata    |
| <?>        | Mormorata        |
| <r>        | Rotacizzata      |

L'accento ' è quello principale, l'accento , è quello secondario; gli accenti sono posti prima della sillaba accentata.